# August Sterner
August Sterner, född den 6 juni 1851 i Arby socken, Kalmar län, Småland död den 10 februari 1935 i Kastlösa församling, Kalmar län, Öland, var en svensk präst. Han var far till Rikard Sterner.
Efter studier i Kalmar blev Sterner student vid Uppsala universitet 1873. Han avlade teologisk-filosofisk examen 1875, teoretisk teologisk examen 1878 och praktisk teologisk examen 1879. Han prästvigdes sistnämnda år i Ljungby för Kalmar stift, där han blev komminister i Åby församling 1884 och i Gärdslösa församling 1885. Sterner blev kyrkoherde i Kastlösa församling 1894. Han var prost i Ölands södra kontrakt 1914–1927. Sterner blev emeritus 1933. Han blev ledamot av Vasaorden 1919.